# Callyspongia densasclera
Callyspongia densasclera är en svampdjursart som beskrevs av Marcus Lehnert och van Soest 1999. Callyspongia densasclera ingår i släktet Callyspongia och familjen Callyspongiidae.
Artens utbredningsområde är Jamaica. Inga underarter finns listade i Catalogue of Life.